# Göwe
Die Göwe ist ein etwa acht Kilometer langer, rechter Nebenfluss der Warnow in der Gemeinde Kuhlen-Wendorf im Landkreis Ludwigslust-Parchim in Mecklenburg-Vorpommern.

## Verlauf
Der Fluss entspringt dem Glambecksee, den er an seinem Nordufer in Höhe des Ortes Weberin verlässt. In zunächst nördlicher Richtung durchfließt er den Ort Wendorf und wendet sich nachfolgend nach Nordwesten. Zwischen Müsselmow und Holzendorf wird der weitgehend verlandete und unter Naturschutz stehende Holzendorfer See passiert. Über einen Graben steht der Restsee mit der Göwe in Verbindung. Nordwestlich von Holzendorf mündet die Göwe in die Warnow, die weiter in Richtung Ostsee entwässert. In ihrem Verlauf, in dem einige Gräben in das Fließgewässer münden, werden rund elf Meter Höhenunterschied überwunden.

## Geschichte
Um 1770 wurde der Verlauf der Göwe um den Holzendorfer See herum verlegt, 1969 erfolgte die Rückverlegung. Die Regulierungen und die damit verbundenen Wasserstandsabsenkungen führten zur beschleunigten Verlandung des Sees.